# Appio-Pignatelli

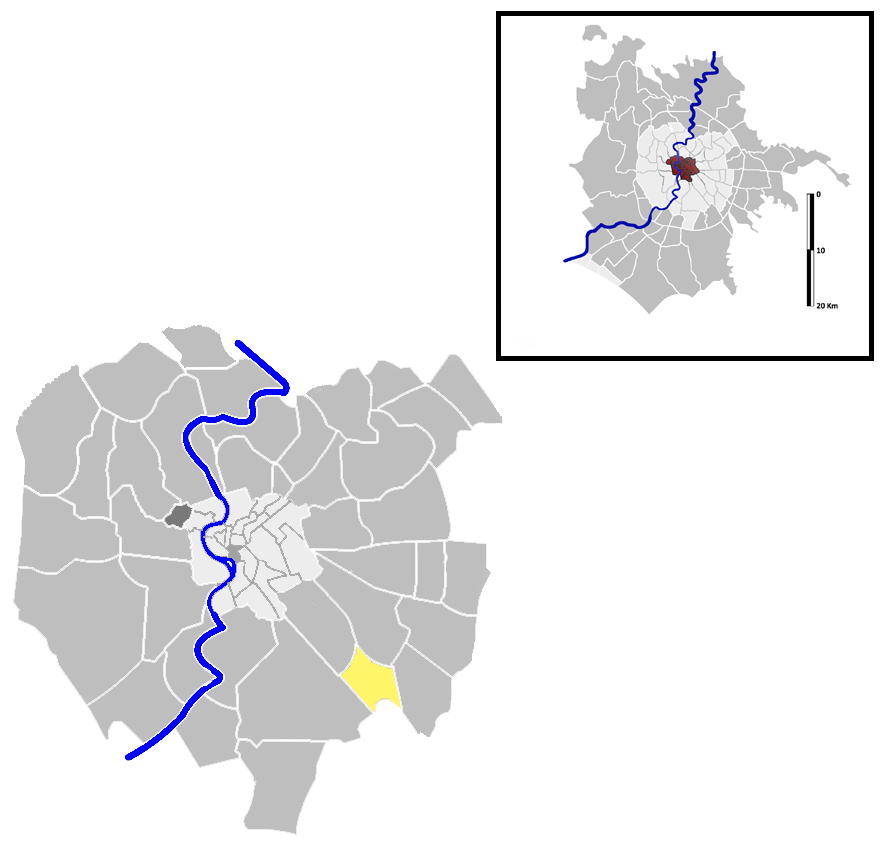
Quartiere Appio-Pignatelli

Appio-Pignatelli é o vigésimo-sexto quartiere de Roma e normalmente indicado como Q. XXVI. Seu nome é uma referência à Via Ápia e à família Pignatelli.

## Geografia
O quartiere Appio-Pignatelli fica na região sudeste da cidade. Suas fronteiras são:
- ao norte está o quartiere Q. VIII Tuscolano, separado pela Via Appia Nuova, da Via dell'Almone até a Via del Quadraro.
- a leste está o quartiere Q. XXV Appio Claudio, separado pela Via Appia Nuova, da Via del Quadraro até a Via Appia Pignatelli.
- ao sul está a zona Z. XXI Torricola, separada pela Via Appia Pignatelli, da Via Appia Nuova até a Via Erode Attico e por toda extensão desta última, da Via Appia Pignatelli até a Via Appia Antica.
- a oeste está o quartiere Q. XX Ardeatino, separado pela Via Appia Antica, da Via Erode Attico até a Via Cecilia Metella.
- a noroeste está o Q. IX Appio-Latino, separado pela Via Cecilia Metella, da Via Appia Antica até a Via Appia Pignatelli e pela Via dell'Almone, da Via Appia Pignatelli até a Via Appia Nuova.

## História
Appio-Pignatelli foi criado em 1961 com a extinção do antigo subúrbio S. VI Appio-Latino, motivo pelo qual ainda é possível encontrar placas viárias na região com a numeração "S. VI".

## Vias e monumentos

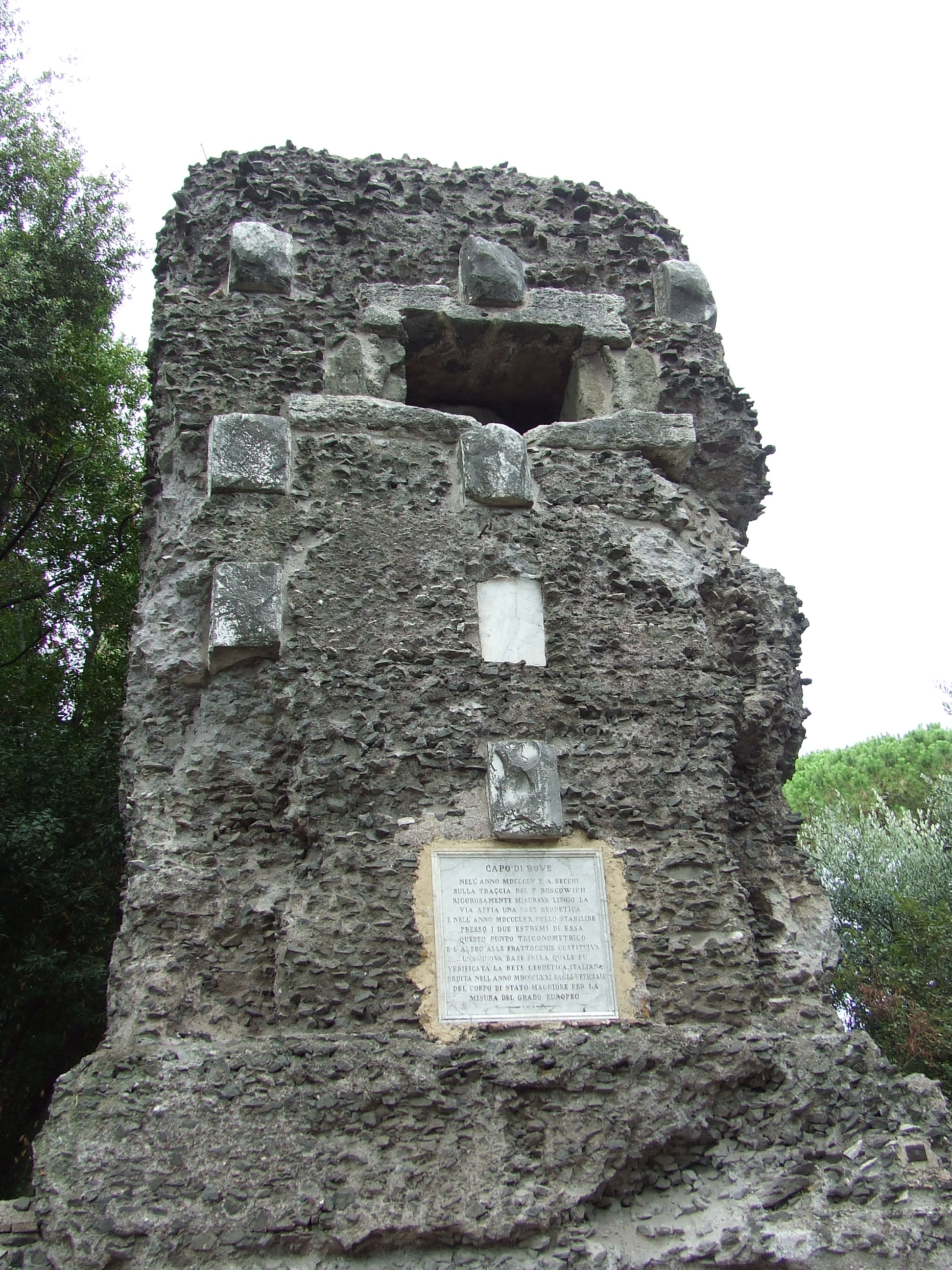
Torre de Capo di Bove.

- Bagni dell'Acqua Santa
- Parco regionale dell'Appia antica
- Capo di Bove

### Antiguidades romanas
- Torre de Capo di Bove
- Túmulo do liberto Marco Servílio
- Túmulo de Sêneca

## Edifícios

### Palácios evillas
- Casale del Papa (Via dell'Acqua Santa)
- Casale Fazio (Via Vallericcia)

### Igrejas
- Cappella di Santo Stefano
- San Tarcisio